# Едуарду душ Рейш Карвалью
Едуа́рду душ Рейш Карва́лью (порт. Eduardo dos Reis Carvalho; нар. 19 вересня 1982, Мірандела), також відомий як просто Едуарду, — португальський футболіст, що грав на позиції воротаря за низку португальских та іноземних клубних команд, а також національну збірну Португалії.

## Клубна кар'єра
Вихованець футбольної школи клубу «Брага».
У дорослому футболі дебютував 2000 року виступами за команду дублерів клубу «Брага», в якій провів шість сезонів, взявши участь у 110 матчах чемпіонату.
Протягом 2006—2008 років виступав на умовах оренди в командах португальських клубів «Бейра-Мар» та «Віторія» (Сетубал). 2008 року повернувся до «Браги», де став основним голкіпером.
2010 року переїхав до Італії, уклавши контракт з місцевим клубом «Дженоа». В сезоні 2010–11 був основним воротарем генуезької команди. Однак перед початком наступного сезону лави команди поповнив досвідчений французький голкіпер Себастьян Фрей, і Едуарду втратив місце в її основному складі.
Тож у липні 2011 року гравцеві було запропоновано повернутися на батьківщину, де в його послугах була зацікавлена лісабонська «Бенфіка». Приєднався до лісабонського клубу на умовах оренди з правом наступного викупу. Після цього ще по сезону також на правах оренди провів у клубах «Істанбул ББ» та «Брага».
27 червня 2014 року Едуардо приєднався до кількох співвітчизників у «Динамо» (Загреб), підписавши контракт на три роки.
25 серпня 2016 року, після того, як зіграв 70 матчів у чемпіонаті і двічі виграв хорватський «золотий дубль», підписав контракт на один рік з англійським «Челсі», де став третім воротарем після Тібо Куртуа і Асміра Беговича.
У підсумку провів у «Челсі» три роки: перші два роки був на лаві запасних лондонської команди, так і не зігравши жодного матчу за основний склад, а сезон 2018/19 провів в оренді в «Вітессе».
Улітку 2019 повернувся до рідної «Браги», де протягом сезону взяв участь у чотирьох матчах першості, після чого завершив ігрову кар'єру.

## Виступи за збірні
2004 року залучався до складу молодіжної збірної Португалії. На молодіжному рівні зіграв у двох офіційних матчах.
2009 року дебютував в офіційних матчах у складі національної збірної Португалії.Провів у формі головної команди країни 36 матчів. У складі збірної був учасником чемпіонату світу 2010 року у ПАР.
Був включений до заявки збірної на чемпіонат Європи 2012 року, проте жодного разу в іграх турніру на поле не виходив, а на наступному чемпіонаті світу 2014 року вийшов на 89-й хвилині останнього матчу групового етапу проти Гани замість травмованого Бету.
За чотири роки, у 2016, був учасником Євро-2016, на якому знову не зіграв жодного матчу, але його збірна уперше в історії здобула титул континентальних чемпіонів.

## Досягнення
«Спортінг»
- Володар Кубка Інтертото: 2008

«Віторія»
- Володар Кубку португальської ліги: 2007/08

«Бенфіка»
- Володар Кубку португальської ліги: 2011/12

«Динамо»
- Чемпіон Хорватії: 2014/15, 2015/16
- Володар Кубку Хорватії: 2014/15, 2015/16

«Брага»
- Володар Кубку португальської ліги: 2019/20

Збірна Португалії
- Чемпіон Європи: 2016

«Челсі»
- Чемпіон Англії: 2016–17